# Жёны Ивана Грозного

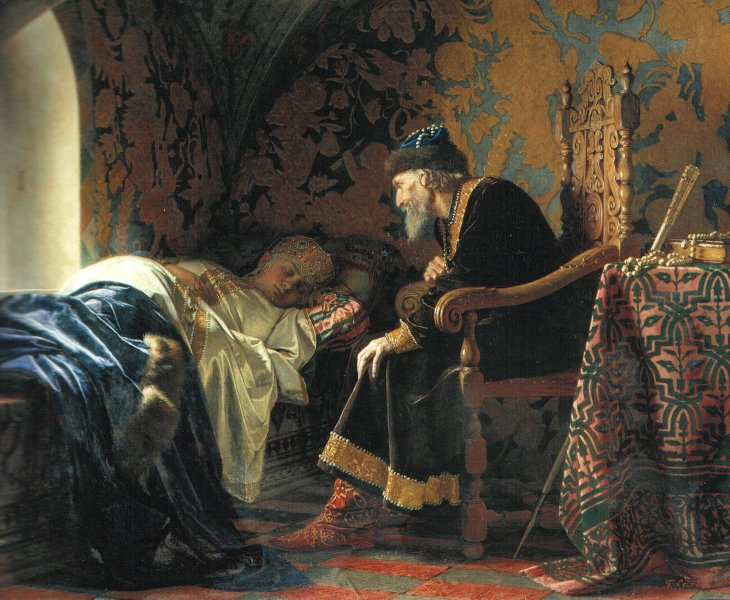
«Царь Иван Грозный любуется на Василису Мелентьеву», картина Г. С. Седова. 1875, ГРМ

Жёны царя Ивана IV Грозного, в особенности, их количество — спорный и не вполне прояснённый вопрос, являющийся одним из компонентов его «тёмной легенды», поскольку многих он якобы убил.
Общепринятая версия гласит, что их число равнялось 8, однако законными с точки зрения православия являются только первые 4 (Анастасия Романовна, Мария Темрюковна, Марфа Собакина и Анна Колтовская). Последующие «жены» царя, очевидно, были невенчанными, либо венчанными незаконно (Анна Васильчикова и Мария Нагая). Две женщины, плохо освещенные источниками, могут быть вымышленными персонажами (Мария Долгорукая и Василиса Мелентьева).

## Список
| Илл. | №     | Имя                                                       | Рождение         | Свадьба                                                                                       | Развод                      | Смерть                   | Дети                                                              | Судьба | Погребена                       |
| ---- | ----- | --------------------------------------------------------- | ---------------- | --------------------------------------------------------------------------------------------- | --------------------------- | ------------------------ | ----------------------------------------------------------------- | --- | ------------------------------- |
|      | 1     | Анастасия Романовна Захарьина-Юрьева                      | 1530/2           | 3 февраля 1547 года Обряд венчания в кремлёвском Успенском соборе совершал митрополит Макарий |                             | 7 августа 1560           | Многочисленные (см. Дети Ивана IV), из них взрослые: Иван и Фёдор | Шестиюродная сестра. Выбрана на смотре невест. Умерла при жизни мужа                                                                              | Вознесенский монастырь (Москва) |
|      | 2     | Мария Темрюковна (Кученей), княжна Черкасская             | 1545/1546        | 21 августа 1561 Обряд венчания в кремлёвском Успенском соборе                                 |                             | 6 сентября 1569          | Сын, умерший во младенчестве                                      | Умерла при жизни мужа | Вознесенский монастырь (Москва) |
|      | 3     | Марфа Васильевна Собакина                                 | ?                | 28 октября 1571 Александровская слобода                                                       |                             | 13 ноября 1571           | нет                                                               | Выбрана на смотре невест. Умерла через две недели после свадьбы                                                                                   | Вознесенский монастырь (Москва) |
|      | 4     | Анна Алексеевна Колтовская (Анна Ивановна, инокиня Дарья) | ?                | после 28 апреля — май 1572 Документов о бракосочетании нет                                    | сентябрь 1572               | 5 апреля 1626            | нет                                                               | Выбрана на смотре невест. Насильно пострижена в монахини. Местночтимая святая Тихвинского Введенского монастыря.                                  | Тихвинский Введенский монастырь |
|      |       | Мария Долгорукая                                          | 1555 (? октябрь) | 1573 (11 ноября)                                                                              |                             | 1573 (12 ноября)         | нет                                                               | Существование сомнительно | нет                             |
|      | (5)   | Анна Григорьевна Васильчикова (имя в постриге неизвестно) | ?                | сентябрь 1574 — август 1575 (вероятней всего, январь 1575) Александровская слобода            | лето 1575/6                 | конец 1576 — январь 1577 | нет                                                               | Насильно пострижена в монахини. | Покровский монастырь (Суздаль)  |
|      | (-/6) | Василиса Мелентьева                                       | ?                | 1575 (?)                                                                                      | до 1 мая 1577 (?)           | не позднее 1578/79 (?)   | нет                                                               | Существование под вопросом. Упоминается в источнике как «женище», то есть наложница. По сомнительному источнику — насильно пострижена в монахини. | нет                             |
|      | (6/7) | Мария Фёдоровна Нагая (инокиня Марфа)                     | ?                | ок. 6 сентября 1580                                                                           | 18 марта 1584 (смерть царя) | 28 июня 1608             | Дмитрий Углицкий                                                  | Овдовела. При новом царе была отправлена с ребёнком в Углич, позже пострижена в монахини. Важная фигура Смутного времени как «мать» Лжедмитрия.   | Вознесенский монастырь (Москва) |

### Источники

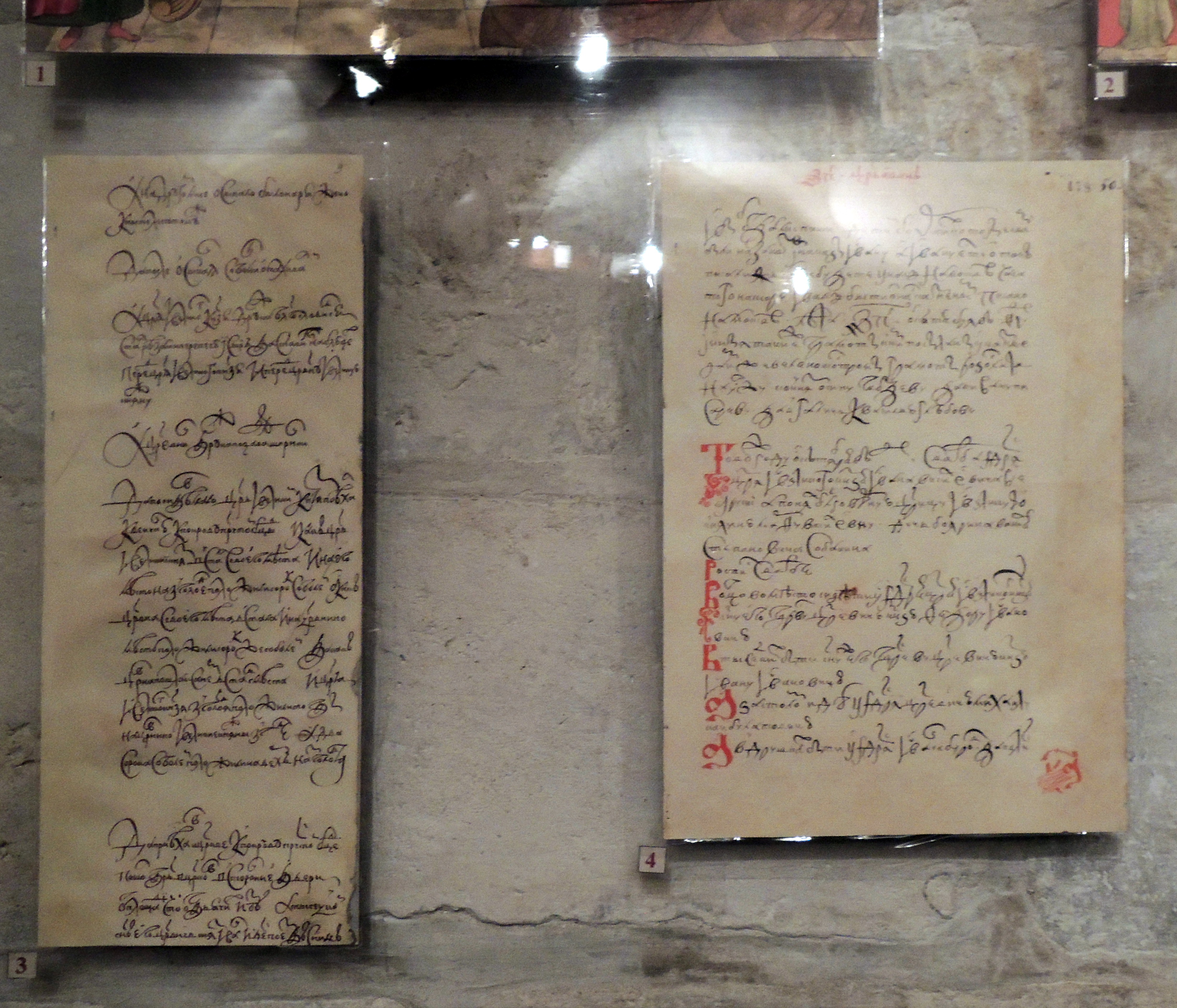
Страница из свадебного разряда Анны Васильчиковой (слева) и Марфы Собакиной (справа). Копии

#### Путаница
Путаница есть и в письменных источниках. Так, современник царя Горсей пишет: «он отдалил свою черкесскую жену, постриг её в монахини и поместил в монастырь, а в супруги выбрал из многих Наталью (Natallia), дочь своего подданного князя Фёдора Булгакова (Knez Feother Bulgacove), высокого военачальника, или воеводы, обладавшего большим доверием и опытом. Однако вскоре тому отрубили голову, а его дочь также через год была пострижена в монахини». То есть он ошибается в судьбе Марии Темрюковны и изобретает какую-то Наталью Булгакову.
Примером путаницы, царящей в вопросах жён царя, является примечание в книге А. В. Терещенко (1848), касающееся Анны Колтовской. Её отчеством было «Алексеевна», однако кое-где встречается вариант «Ивановна»; кроме того, при постриге ей сменили имя на «Дарья»:

Дарья Ивановна Колтовская, происходившая из простого рода, была шестою женой Иоанна Грозного (…) В истории Карамзина сказано, что четвёртая жена Иоанна была Анна Алексеевна Колтовская. Полагать надобно, что имя Анны написано им по ошибке, потому что в описании свадьбы царя Михаила она названа Дарию. Царь Михаил посылал свадебные подарки не Анне, а Дарии, которую признавали за вдовствующую царицу.

Историк, таким образом, игнорирует, что в иночестве люди всегда меняют имена.
Есть пример и путаницы 4-й жёны (Анна Алексеевна Колтовская) с 5-й женой (Анна Григорьевна Васильчикова), в варианте «4-я жена царя Анна Васильевна». Обеих Анн, сосланных в монастырь, часто путают в том аспекте, что биографию Колтовской, под именем «Дарья» прожившей ещё около полувека, приписывают Васильчиковой, умершей в монастыре почти сразу же, причём без известного иноческого имени.
Приводится и такой вариант списка: 1-3 жёны — общепринятый список (Анастасия Романовна, Мария Темрюковна, Марфа Собакина); 4-я — Анна Васильчикова; 5-я неизвестная Мария, в черницах Марфа; 6-я — Дарья Ивановна Колтовская; 7-я — Мария Фёдоровна Нагих. Здесь очевидна та же ошибка с мирским и иноческим именем Колтовской (Анна/Дарья), а «неизвестная Мария, в черницах Марфа» — это удвоение Марии Нагой, постриженной под именем «Марфа».
Также встречаются следующие ошибочные имена жён (особенно в былинах): Авдотья Романовна, Анна Романовна, Марья Романовна, Марфа Романовна, Настасья Романовна, Омельфа Романовна, Омельфа Тимофеевна, Мамельфа Тимофеевна, Фетьма Тимофеевна; Марья Демрюковна (царица Крыльская), Упаво татарскии (Крымская); Марфа Матвеевна и проч. Впрочем, и сына царя Ивана Грозного в былинах зовут Добрынюшка Иванович.

## Характеристика

### Законность браков
Церковный брак в православии трактует повторный брак как нежелательный. Каноническое право дозволяло только 3 брака. Причём, согласно 50-му правилу Василия Великого, даже третий брак является уже нарушением канонов: «на троебрачие нет закона; посему третий брак не составляется по закону. На таковые дела взираем как на нечистоты в Церкви, но всенародному осуждению оных не подвергаем, как лучшие нежели распутное любодеяние».

Классическим примером проблемы, который хорошо был известен на Руси, является четвёртый брак византийского императора Льва VI Философа. Три его предыдущих брака оказались бездетными. Наконец, его любовница Зоя Карбонопсина в мае 905 года родила ему сына (будущий император Константин VII Багрянородный). Патриарх Николай Мистик согласился окрестить ребёнка лишь 6 января 906 года, а ещё через несколько месяцев придворный священник Фома против воли патриарха обвенчал Льва и Зою. За это патриарх запретил Льву входить в церковь и тому пришлось присутствовать на службе в митатории — помещении на южной стороне храма Св. Софии, где императоры отдыхали после службы. Николай обещал снять епитимью на Рождество, но так и не сделал это. Наконец, 1 февраля 907 года император долго убеждал патриарха на пиру признать его брак. Убедившись, что всё тщетно, он сослал его и поставил патриархом игумена Евфимия, который, наконец, признал брак законным. Собор 907 года, наконец, позволил императору 4-й брак, оговорив, что это является исключительным случаем. При этом даже Евфимий не признавал Зою императрицей и не восстановил в священстве низложенного священника Фому. В 908 году Лев VI короновал трёхлетнего Константина как соимператора, чтобы упрочить позиции своего юридически незаконнорождённого сына, который в будущем подчеркнуто использовал прозвание «Багрянородный» для указания на своё правильное рождение. По смерти императора Льва в Константинополе был созван Собор (912—913), восстановивший Патриарха Николая на кафедре и подтвердивший абсолютный запрет на четвёртый брак. А «в 920 г. был созван собор, где в присутствии папских легатов решился вопрос об отношении Церкви к четвёртому браку. Раскол николаитов и евфимиан формально завершился. Был издан томос единения, согласно которому отныне четвёртый брак признавался недопустимым ни при каких обстоятельствах, а в третий можно было вступить лишь до 40-летнего возраста».

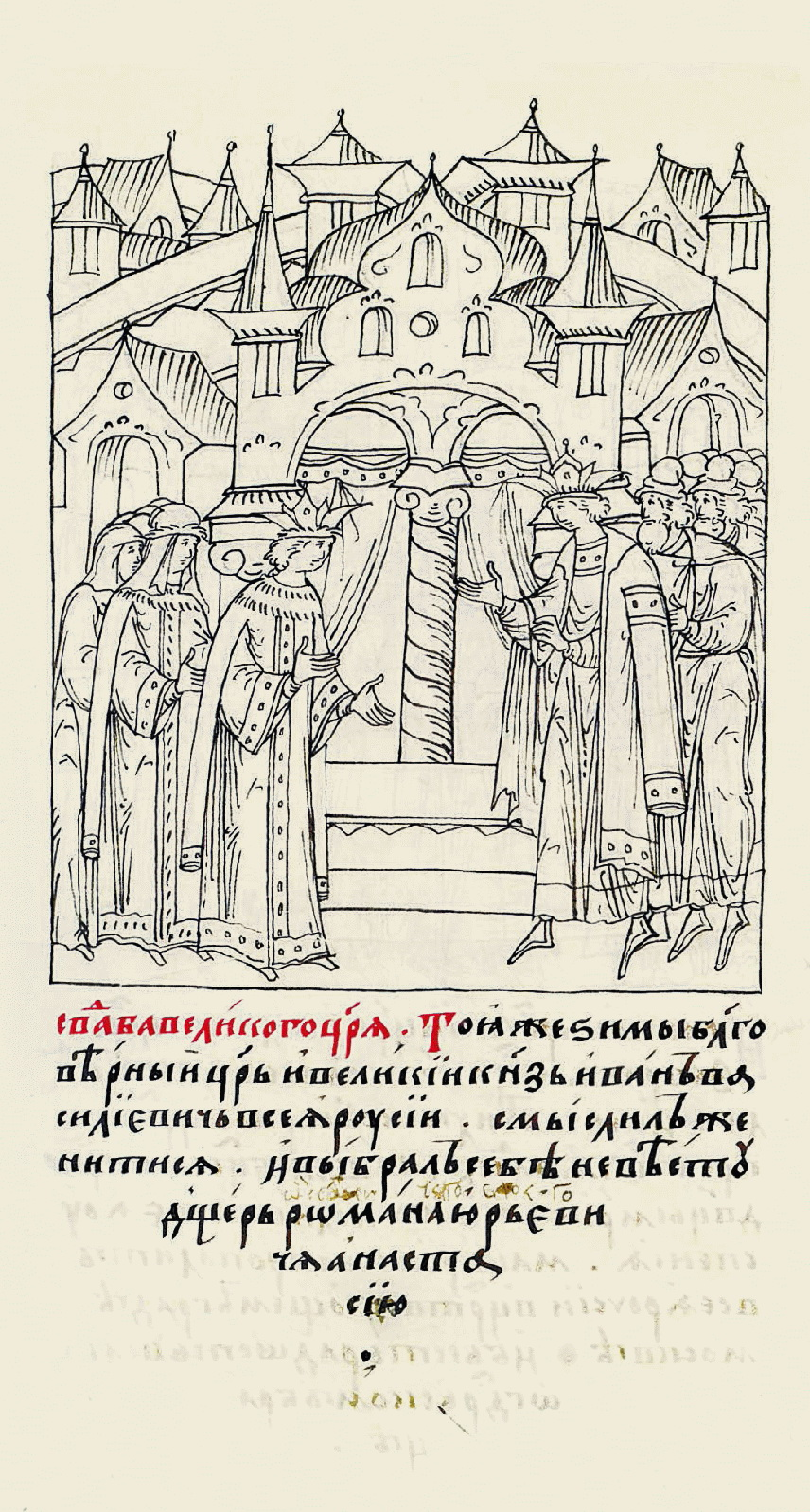
Свадьба Ивана Грозного с Анастасией Романовой. «Царственная книга»

Таким образом, бесспорными законными браками являются три первые венчания царя Ивана:
1. Анастасия Романовна
2. Мария Темрюковна
3. Марфа Васильевна

Однако третья из них скончалась всего через две недели после свадьбы, что позволило царю отчасти последовать примеру императора Льва и взять себе четвёртую жену, которой стала
4. Анна Колтовская.
Он получил разрешение от Церкви на этот брак, чего не будет делать в дальнейшем. Царь воспользовался кончиной митрополита Кирилла в феврале 1572 года (новый митрополит Антоний был поставлен только в мае) и созвал в Москве собор. На нём Иван клялся духовенству, что из-за болезни новобрачной Марфы и её скоропостижной смерти она не успела стать ему женой — темные силы дьявольские «воздвиже ближних многих людей враждовати на царицу нашу, ещё в девицах сушу… и тако ей отраву злую учиниша».
Высшее духовенство особым приговором, датированным 29 апреля, подтвердило, что брак не был консуммирован, так как венчанный муж девства невесты «не разрешил». В виде исключения по государственным соображениям царю разрешили 4-й брак, однако на него наложили епитимью: «в течение года до Пасхи царю было запрещено входить в храм, причаститься можно было только на Пасху, затем год он должен был стоять в храме с „припадающими“ и год с „верными“, вкушать антидор он мог по праздникам».
Собор подчеркнул «всем человецем» прочим, что исключение было сделано только для царя: «да не дерзнет (никто) таковая сотворити, четвёртому браку сочетатися», «аще кто гордостию дмяся или от неразумия дерзнет таковая сотворити… да будет за таковую дерзость по священным правилам проклят».
Таким образом, лишь 4 женщины при жизни Ивана Грозного официально титуловались «царица». Подкреплением статуса служит то, что только три первые жены царя были при его жизни похоронены в усыпальнице цариц и великих княгинь — кремлёвском Вознесенском соборе Вознесенского монастыря. Его последняя законная (4-я жена) Анна Колтовская была сослана им в монастырь (то есть разведена с ним), где скончалась в 1626 году уже при Михаиле Фёдоровиче Романове, который, как упоминалось выше, даже слал ей, как инокине Дарье, подарки в честь собственной свадьбы. (Также в кремлёвской усыпальнице погребена Мария Нагая, однако она была похоронена не в правление тех, кто владел достоверной информацией о её официальном статусе, а в 1611 году — в номинальное правление поляка Владислава IV, «считавшего» Лжедмитрия настоящим; и этот выбор места очевидно был связан с конъюнктурой Смутного времени. Тем не менее, русский православный писатель и историк С. В. Фомин считает, что факт погребения Марии Нагой с вышеназванными тремя первыми жёнами в царской усыпальнице (в монашеском одеянии) представляет собой свидетельство законности брака, и именно она, а не Колтовская являлась 4-й законной женой; и женщины, не погребенные в соборе — не подтверждены источниками и не существовали, обеляя таким образом царя; см. также Вопрос о канонизации Ивана Грозного).
Следовательно, де юре у Ивана IV было лишь четыре законных жены, прочие женщины являлись лишь любовницами и сожительницами, хотя какая-то иллюзия свадебного обряда могла быть соблюдена (встречается упоминание, что венчал царя со следующими жёнами протопоп Никита, настоятель Спасо-Преображенского монастыря). С. М. Соловьёв в «Истории России» пишет, что мы «не имеем права двух наложниц царя, Анну Васильчикову и Василису Мелентьеву, называть царицами, ибо он не венчался с ними, и в современных памятниках они царицами не называются».
Возможно, именно эти проблемы со статусом имел в виду имперский посланник Даниил Принц фон Бухау, когда (после 1576 года) писал, перечислив 4 цариц: «Теперь у него новая супруга — дочь какого-то боярина, одаренная, как говорят, прекраснейшей наружностью; однако большинство постоянно отрицает то, что она пятая». Новых разрешений у Церкви для своих следующих браков, начиная с 5-го, царь больше не просил. «Высшее духовенство не одобряло беззаконные браки государя, но обличать его не смело. Папский посол Антонио Поссевино, будучи при царском дворе, разузнал, что духовник повсюду следует за царем, но „хотя государь каждый год исповедуется ему в грехах, однако не принимает больше причастия, так как по их законам не позволено вкушать тела Христова тому, кто женат более трёх раз“».
Любопытно влияние 4-го брака на литературное наследство Ивана Грозного. Как пишет академик Лихачёв, «Грозному принадлежит ответ в споре о вере члену Общины чешских и моравских братьев Яну Роките, относящийся к 1570 г. Этот ответ, дошедший до нас в списках XVI в., нередко надписывается именем царя и, кроме того, имеет ряд внутренних признаков, по которым можно установить авторство Грозного. Но позднее произведение было сокращено, все признаки его принадлежности царю исключены из текста, и изложение его стало вестись от имени Парфения Уродивого. В отброшенной части ответа Грозный выступает против тех, кто женится после смерти жены. Ко времени своего спора с Яном Рокитой Грозный был уже женат три раза. В апреле 1572 г. собрался церковный собор, разрешивший Грозному жениться четвёртый раз после смерти третьей жены, но наложил на него епитимию (…). В этих условиях выступать царю против многоженства было неудобно. Грозный любил распространять свои сочинения, и он убрал в своем „Ответе“ всю ту часть, где он выступал против многожёнства, а сам себя насмешливо назвал Парфением, то есть девственником».

### Смотр невест
Важными брачными мероприятиями Ивана были смотры невест — на них были избраны 3 из 4 его цариц. (Только 2-й его брак — с Марией Темрюковной, был династическим, то есть таким, какие мы привыкли ожидать от монархов).
Обычай смотра невест из числа самых красивых девушек государства связан с неразрешимой проблемой поиска равнородных и одновременно православных невест. Он бытовал в Византии в VIII—IX веках, а затем вышел из употребления. На Руси он воскрес, как считается, благодаря советам византийцев из окружения Софии Палеолог, когда возникла необходимость в выборе жены для её сына Василия III (отца Ивана Грозного). В 1505 году состоялся первый русский смотр невест, на котором избранницей Василия стала Соломония Сабурова (брак оказался бездетным, и великая княгиня была сослана в монастырь; этот способ развода на столь высоком уровне тоже первым ввёл в обиход отец Грозного).
Иван IV устраивал смотры в 1547 году (Анастасия Романовна) и 1571 году (Марфа Собакина, Анна Колтовская). На втором из смотров также была отмечена Евдокия Сабурова, которая стала 1-й женой царевича Ивана Ивановича (около 1581 года ещё на одном смотре для царевича выберут 3-ю жену — Елену Шереметеву). На период Смутного времени обычай, естественно, исчезнет, но будет возрождён Романовыми — так найдут себе жён все цари династии, кроме Петра Великого.
В первый раз 17-летний Иван принял решение устроить смотр после своего венчания на царство (16 января 1547 года). Ради 3-й женитьбы было отобрано 2000 девиц. В Московском государстве к сбору невест для государя подходили очень строго:

Когда к вам эта грамота придёт, и у которых из вас будут дочери девки, то вы бы с ними сейчас же ехали в город к нашим наместникам на смотр, а дочерей девок у себя ни под каким видом не таили бы. Кто же из вас девку утаит и к наместникам не поведёт, тому от меня быть в великой опале и казни.
— «Указ Ивана IV» по С. Соловьеву

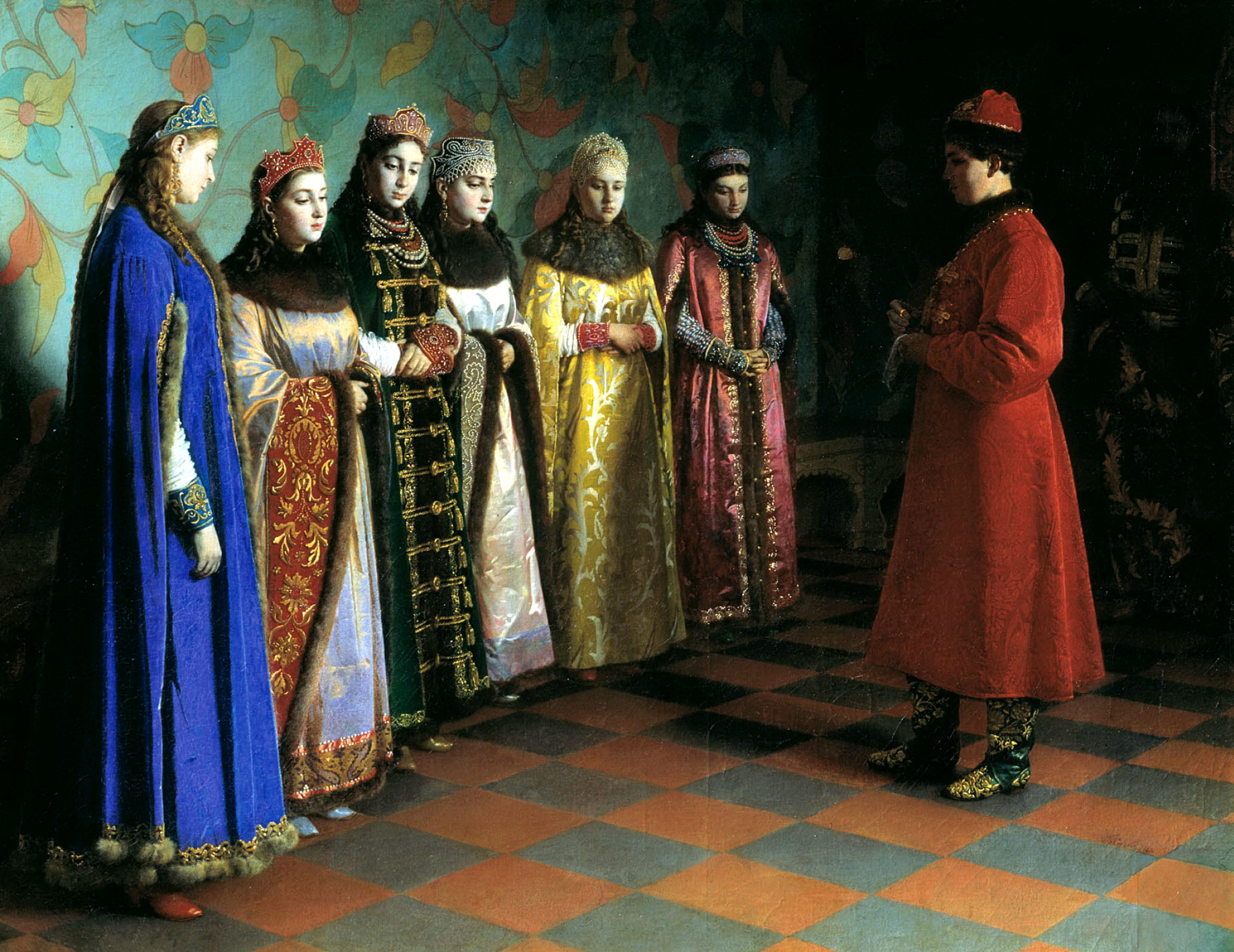
«Выбор невесты царем Алексеем Михайловичем», картина Г. Седова

Казимир Валишевский дал такое описание ритуала:

В браке Ивану суждено было насладиться счастьем, не выпадавшим на долю его предков. Выбор невесты производился по общему правилу. Благородные девицы всего государства, происходившие из семей служилых людей, были собраны в Москву. Для приёма их были отведены огромные палаты с многочисленными комнатами; в каждой из них было по 12 кроватей. (…) Когда в серале собирались кандидатки, туда являлся сам государь в сопровождении одного из старейших вельмож. Проходя по покоям, он дарил каждой из красавиц по платку, вышитому золотом, с дорогими камнями. Он набрасывал платки девицам на шею. После того, как выбор был сделан, девицы отпускались с подарками по домам. Так в 1547 г. Иван выбрал себе Анастасию, дочь покойного Романа Юрьевича Захарьина-Кошкина, происходившего из старого боярского рода. Среди гибели княжеских родов он сумел, однако, сохранить близость к царскому трону и не принимал участия в ожесточенной борьбе за власть в дни детства Ивана. Возможно, что в данном случае выбор невесты был только простой формальностью.

В записках немцев Таубе и Крузе, сохранились сведения об этой процедуре. Когда девушек привозили на смотрины, царь «входил в комнату <…> кланялся им, говорил с ними немного, осматривал и прощался с ними». По свидетельству немцев, последнюю дюжину девушек осматривали уже обнажёнными. При этом присутствовал врач-англичанин Элизеус Бомелиус, выпускник Кэмбриджа, приехавший на службу в Россию, причём «доктор должен был осмотреть их мочу в стакане».
При этом Анастасия Романовна не была чужой при дворе Ивана IV: умерший в 1538 году брат её покойного отца — Захарьин-Юрьев, Михаил Юрьевич, входил в число опекунов над малолетним Иваном Грозным, что возможно, дало «конкурсантке» некоторые преимущества. Марфа Собакина, по некоторым указаниям, была дальней родственницей Малюты Скуратова (что, возможно, и привело к её быстрой гибели). Брат Анны Колтовской был малозначительным придворным при московском дворе. Так что говорить о «беспристрастности» этих конкурсов красоты можно лишь относительно.
Со следующими «женами» придворные, лоббирующие своих кандидаток, обходились уже без смотров — покровителем Анны Васильчиковой, судя по всему, был царский фаворит Василий Умной-Колычёв, однако кажется, что она не приходилась ему родственницей; а дядей Марии Нагой был видный дипломат и приближённый царя Афанасий Нагой, что видимо, и способствовало браку.

### Праздничные обряды

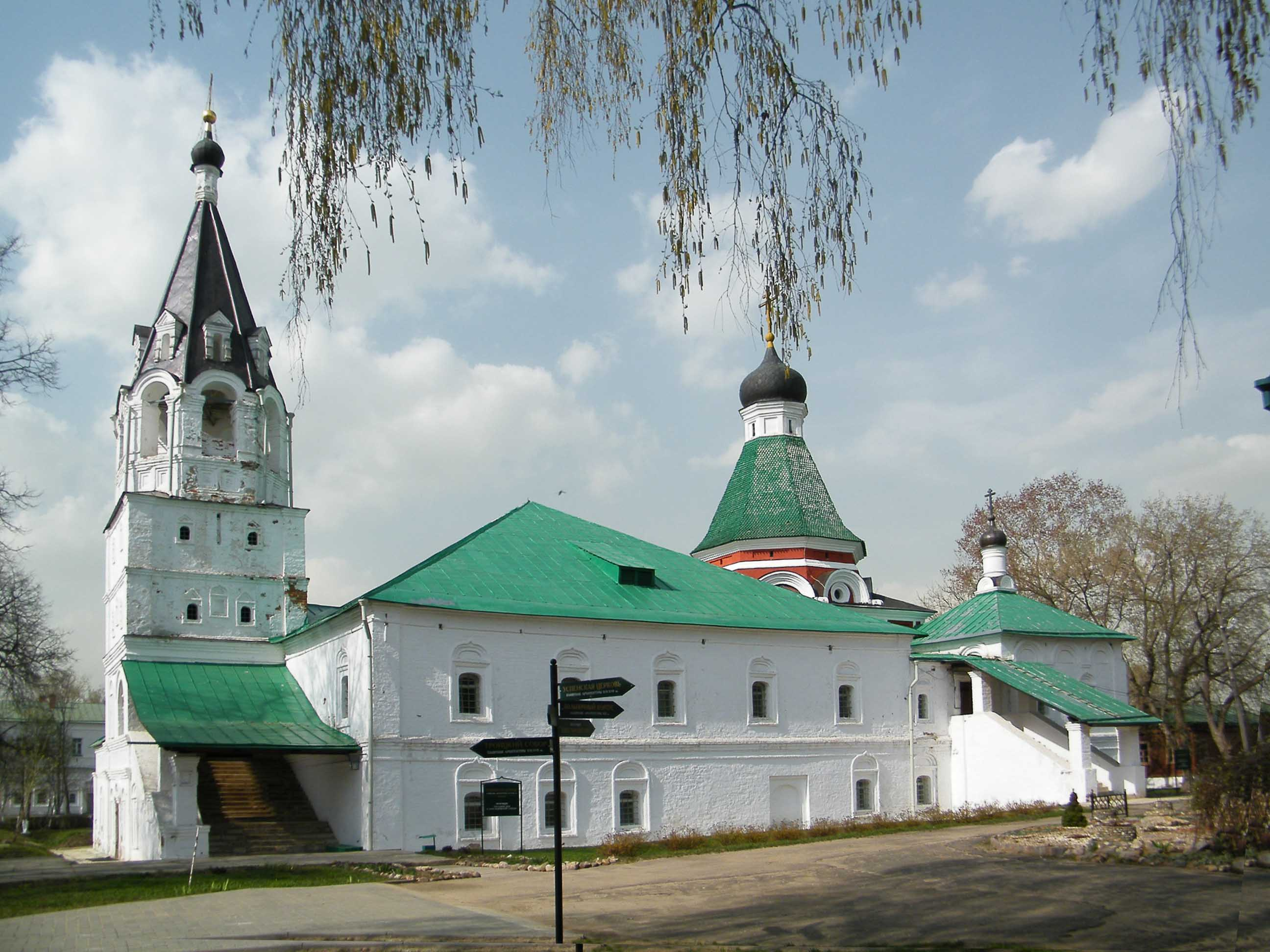
Покровская церковь (Александров) и примыкающие к ним жилые палаты — любимая резиденция царя, место его многих венчаний и брачных ночей

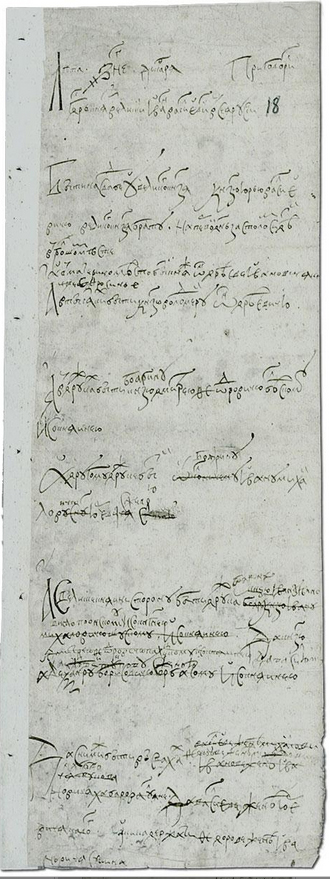
Чиновный свадебный список бракосочетания царя Ивана и Анастасии Романовны

Исследователь В. Д. Назаров указывает, что образцом при подготовке 1-й свадьбы Ивана IV служило бракосочетание его отца.
После венчания царь с царицей шли к праздничному столу, рассадив гостей «по росписи». В столбцовом подлиннике разряде свадьбы Ивана с Анной Васильчиковой 1574/75 г. даются подробные чиновные списки участников церемонии, указаны их места с традиционными формулировками, например: «…и царевич Фёдор, вшед в палату, сел на большом месте, и бояр и дворян и детей боярских иссажал по росписи, где кому сидети». В положенное время новобрачные шли «к постели».
С Марфой Собакиной и Анной Васильчиковой царь венчался в Александровской Слободе. В сохранившихся «Чине» и «Разряде» этих свадеб соответственно упоминается подклет, где устраивалась комната для новобрачных — «сенник постельный». Вероятно, это восточный подклет церкви Покрова работы итальянских архитекторов XVI века, с роскошным белокаменным декором (лотковый свод, изящные профилированные импосты, резная розетка в центре свода. Он находится в цокольном этаже под домовым храмом государя. Сенник постельный (обычно неотапливаемый — «холодный») устраивался на одну лишь ночь. Его оформление было связано с языческой обрядностью и христианской символикой. Он обивался тканью, устилался коврами, по углам втыкалось по стреле (на которые вешали по соболю и по калачу). Над дверьми и окнами внутри и снаружи вешались кресты, на стенах располагались иконы. Центральное место отводилось роскошной резной кровати под балдахином. Она изготовлялась на 27 ржаных снопах по обычаю (символ плодородия). На снопы стелили ковёр, на который клали перины под атласной простыней. В голову клали взголовье и две подушки в шёлковых красных («червчатых») наволоках. В ноги — меховое одеяло и ковёр. Около постели ставили кадь с пшеном (символ изобилия новобрачным). В неё ставили две огромные свечи с обручами (весом 1-3 пуда каждая), которые должны были гореть всю ночь, оберегая молодых от порчи. Затем их соединяли и ставили в церковь. На блюде на столе лежала «кика» — головной убор замужней женщины.
Наутро молодожёны шли в баню, а вернувшись, ели кашу из горшочков, подаваемых дружкой и свахой.

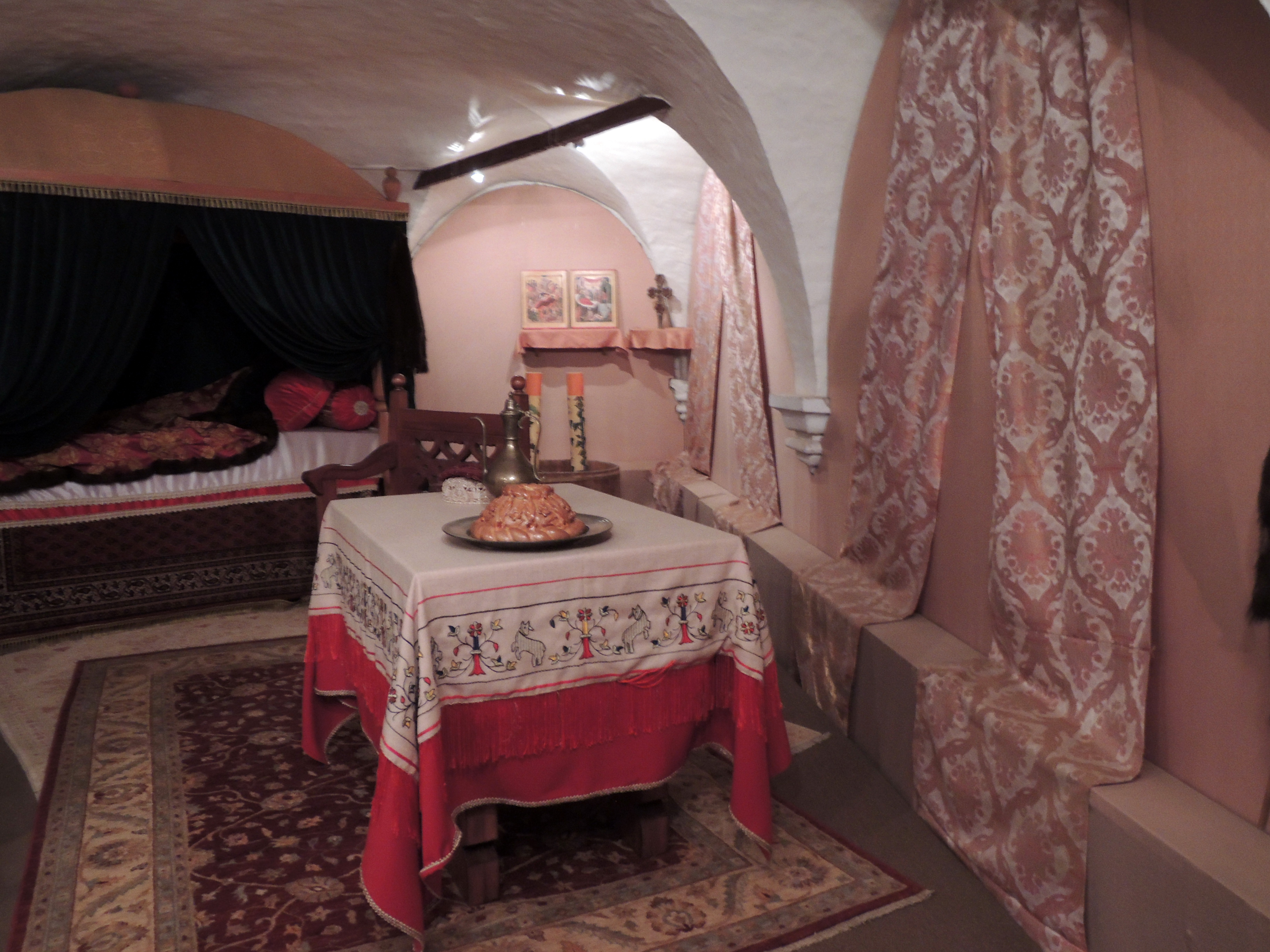
Сенник постельный (реконструкция в музее «Александровская слобода»)
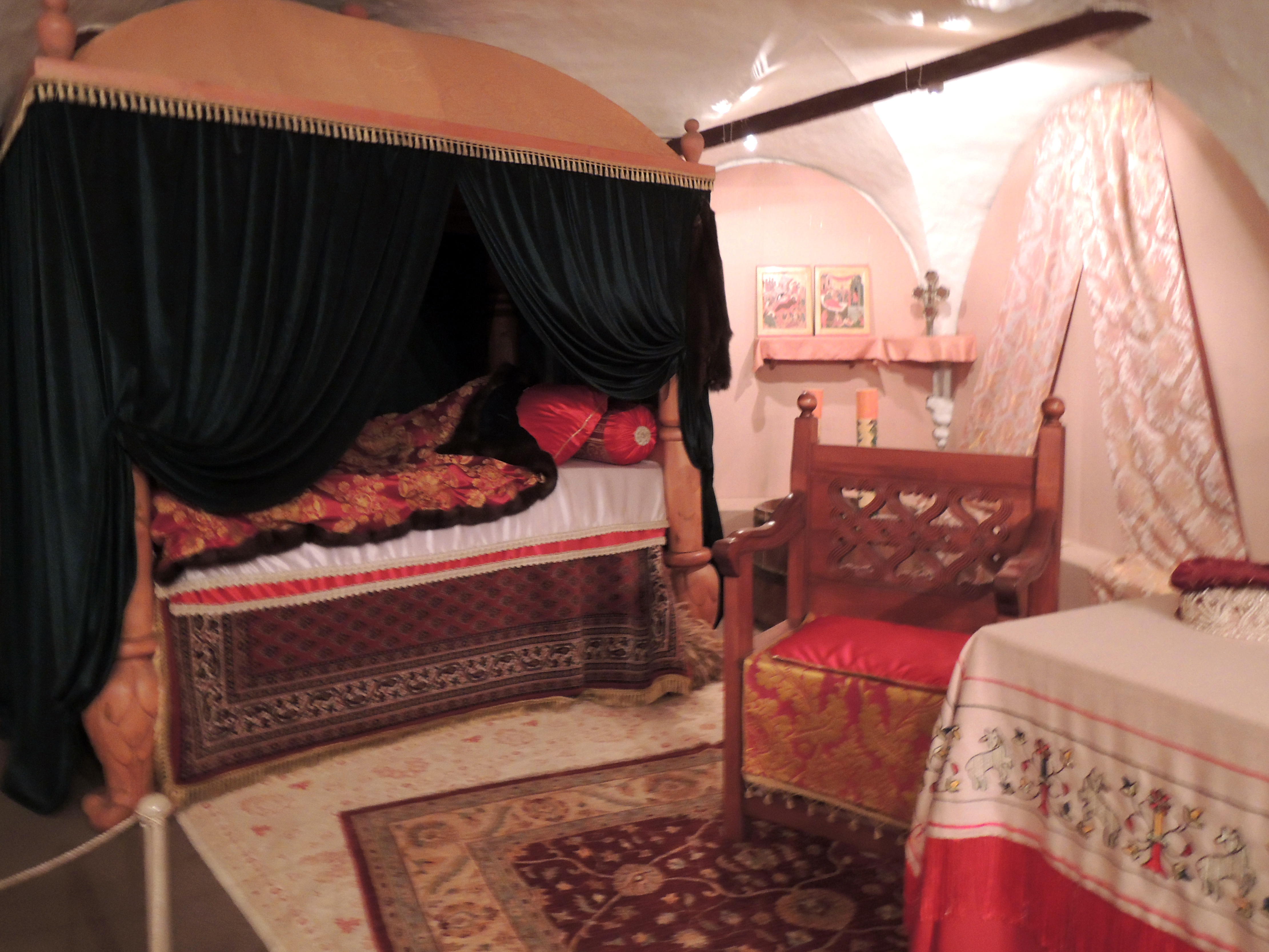
Сенник постельный (реконструкция в музее «Александровская слобода»)
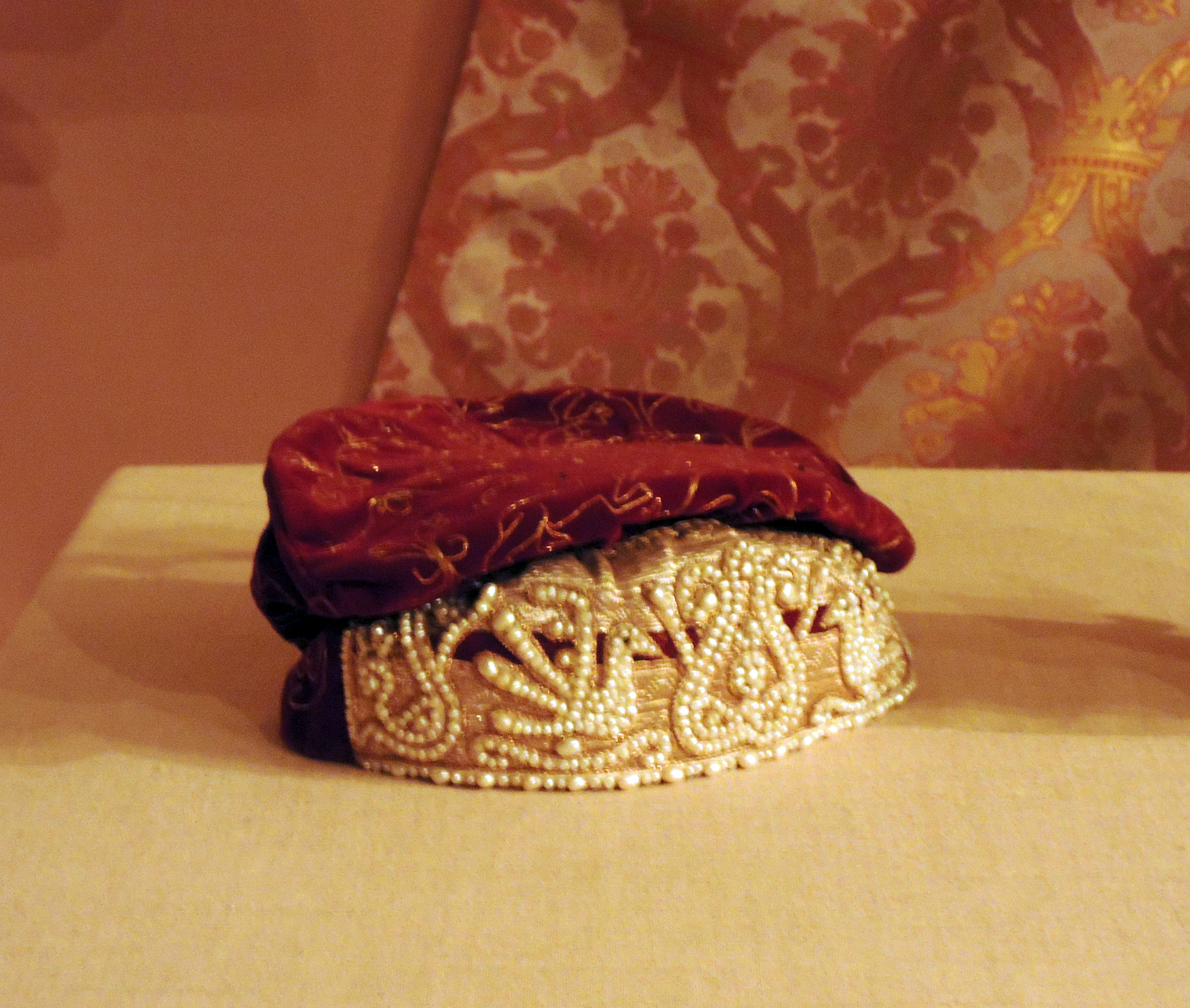
Кика — головной убор замужней женщины (музей «Александровская слобода»). В экспозиции почему-то без блюда
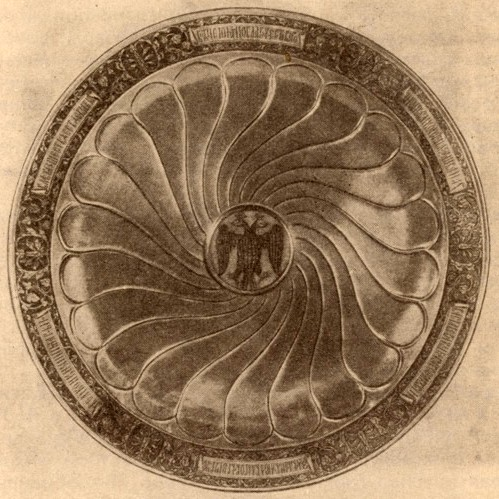
Золотое блюдо Марии Темрюковны, на котором ей поднесли головной убор (1561, Оружейная палата). На нём надпись: «Божиею милостїю благочестиваго царя i велікого княза Ивана Васїльевича государя всеа Русїи зделано блюдо благоверної царице велїкои кнагинї Мареи в лето 7000 шестьдесять деватого»

Свадьбы были весёлые. Скрынников пишет: «Иван питал пристрастие к представлениям скоморохов. После сожжения Москвы там трудно было найти комедиантов и музыкантов, и царь, решив весело отпраздновать свадьбу с Марфой Собакиной, послал слуг за музыкантами в Новгород, недавно им разгромленный. Местные власти отнеслись серьезно к царскому повелению. По всем городам и волостям была проведена перепись скоморохов и „весёлых людей“ с медведями. Всех, кого удалось отыскать, усадили в телеги и увезли в Александровскую слободу».
Разумеется, браки начиная с 5-го, праздновались совсем не так, как законные. И речи больше не шло о торжественных церемониях государственного уровня, например, венчании в кремлёвском соборе. Брак с Васильчиковой Скрынников описывает так: «Пятый брак был абсолютно незаконен, и потому свадьбу играли не по царскому чину. На свадьбе отсутствовали великие бояре, руководители думы. На брачный пир пригласили немногих „ближних людей“. Из 35 гостей 19 принадлежали к роду Колычёвых».

### Разводы
Как пишут исследователи русского средневековья, «развод в Древней Руси — явление редкое, но не уникальное. Православная церковь рассматривала брак как вечный союз, но в определённых случаях признавала возможность его расторжения. Случаи эти зафиксированы в Кормчих книгах — сводах церковных и светских законов и правил. Бракоразводные дела находились в ведении церковного суда, а в XVII веке стали прерогативой патриарха (…) Наиболее частым формальным поводом для расторжения брака служили болезни или физический недостаток супруги, при котором она постригалась в монастырь».
В отношении разводов с неугодными жёнами путём их насильного пострига в монастырь, Иван Грозный повторил систему, введённую его отцом Василием III в его первом браке. Возможно, эта схема, как и смотры невест, появились в семье русских монархов под влиянием византийской истории. Так, первая же византийская императрица, избранная на смотре невест — Мария Амнийская — была пострижена мужем ради его второго брака.
Из законных супруг Иван бесспорно так поступил с четвёртой — Анной Колтовской, и со следующей — Анной Васильчиковой (хотя тут подробностей меньше, причем похоронили её не в рясе, а в богатом светском платье); а также с двумя первыми жёнами своего сына царевича Ивана (Евдокия Сабурова; Феодосия Соловая). Василиса Мелентьева, если она существовала, тоже была сослана в монастырь (если с ней не было венчания, то особой необходимости в этом не было). Исаак Масса писал, что «жену, которая в продолжение трёх лет была бесплодна, он обыкновенно заточал в монастырь», однако автор явно промахивается с длительностью сроков.

### Смерти

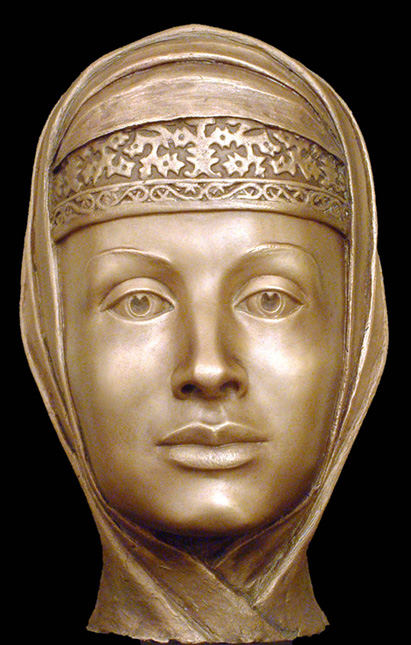
Марфа Собакина. Скульптурная реконструкция по черепу С. А. Никитина

Первая жена, Анастасия Романовна, после долгих лет брака внезапно скончалась, чем вызвала подозрения в отравлении и паранойю царя относительно окружающих. Версию об отравлении Анастасии поддерживает исследование её останков, проведённое в 2000 году по инициативе заведующей археологическим отделом музеев Кремля Татьяны Пановой. Вместе со специалистами из Бюро судебно-медицинской экспертизы Комитета здравоохранения Москвы геохимики провели спектральный анализ сохранившейся тёмно-русой косы царицы. В значительной концентрации обнаружены ртуть, мышьяк, свинец. По оценкам учёных такого количества ртути, которая была главным ядом той эпохи, не могло накопиться даже при ежедневном использовании средневековой косметики (для которой типично было высокое содержание соединений ядовитого металла). «Ртуть зафиксирована не только в волосах, где она оказалась в огромном количестве — 4,8 миллиграмма (в перерасчёте на 100 граммов навески), но и в обрывках погребальной одежды (0,5 миллиграмма) и в тлене (0,3 миллиграмма).»
Смерть Анастасии стала причиной резкого психологического кризиса Ивана Грозного; подозревая окружающих в её убийстве, он начал первую заметную кампанию против бояр и ближних советников (до 1560 года отношения Ивана с высокопоставленными придворными были уже достаточно напряжёнными). Сам царь во втором послании к Курбскому писал: «…а и с женою меня вы про что разлучили? Только бы у меня не отняли юницы моея, ино бы Кроновы жертвы не было». Также Иван указывал, что «и отравами царицу Анастасию изведоша».
Мария Темрюковна была его женой 8 лет. Как и после смерти Анастасии, Иван подозревал бояр в том, что они её «извели», утверждая, что она «злокозньством отравлена бысть».
Марфа Собакина начала «чахнуть» ещё в бытность невестой, но брак все равно был заключён. Спустя 2 недели Марфа скончалась. Официально было объявлено, что Марфу извели ядом: «Дьявол воздвиже ближних многих людей враждовати на царицу нашу, ещё в девицах сущу… и тако ей отраву злую учиниша». По некоторым данным, в ходе расследования было казнено 20 человек. Татьяна Панова указывает, что следов ядов в останках Собакиной не было обнаружено, однако растительные яды в костях не откладываются, поэтому возможность убийства она не исключает.
Анна Колтовская была сослана в монастырь, где пережила супруга почти на полвека. Анна Васильчикова также была сослана в монастырь (причём в почётный, традиционно принимавший женщин правящей семьи), там она скончалась, судя по всему, вскоре после прибытия. Информация о том, что её убил Иван Грозный, подтверждения не имеет.
Легендарность двух оставшихся «жён» царя подтверждается не только отсутствием вкладов в их память, но и отсутствием их могил или конкретной информации о кончине. Якобы «виновная» в преждевременной потере девственности Мария Долгорукая будто бы была посажена в повозку и живьём отправлена под лёд озера в Александровской слободе (чему нет никаких подтверждений); либо вообще четвертована. Василиса Мелентьева, если была действительно пострижена в монастырь, то там, вероятно, и скончалась, однако эта история также не имеет подтверждений. Беллетризированная версия её казни вместе с любовником не имеет доказательств.

## Дети
Иван Грозный имел много детей от Анастасии Романовой, из которых выжили два сына — Иван и Фёдор, а также умершего во младенчестве сына Василия от Марии Темрюковны. Из других женщин лишь Мария Нагая родила ему сына, который вошёл в историю как Дмитрий Углицкий.

## Другие «царицы»
В летописях этого времени такое титулование также употребляется для трёх жён старшего сына Ивана Грозного — царевича Ивана Ивановича, то есть по нашим понятиям — царевен:
1. Евдокия Сабурова (инокиня Александра) (брак в 1571—1572 гг.). Свадьба состоялась 4 ноября того же года в Троицком соборе города Александрова, шестью днями позже свадьбы отца и Марфы Собакиной.
2. Параскева Соловая (инокиня Параскева) (брак в 1575—1579 гг.). Дата свадьбы неизвестна; судя по всему — после свадьбы царя с Анной Васильчиковой, одновременно со свадьбой царевича Фёдора и Ирины Годуновой (инокини Александры).
Обе были пострижены в монастырь из-за бездетности по приказу отца, хотя «сын об этом сокрушался»[47].
3. Елена Шереметева (инокиня Леонида) (1581). Брак — после свадьбы царя с Марией Нагой, так как не упомянута в разряде. Вдова царевича, пострижена после смерти мужа.